# Maria Cino
Maria Cino, née le 19 avril 1957 à Buffalo, est une femme politique américaine. Elle fut Secrétaire aux Transports par intérim du 7 août 2006 au 17 octobre 2006, en remplacement de Norman Mineta.